# Costabiancona
Costabiancona (Costabiancòn in dialetto locale gropallino, ligure e in dialetto piacentino) è una località del comune italiano di Farini nell'alta val Nure, in provincia di Piacenza, prossima alla frazione di Groppallo alla cui parrocchia appartiene.

## Geografia fisica
L'abitato di Costabiancona si sviluppa a poca distanza dal punto di confluenza del rio Lavaiana nel torrente Nure, sulla strada che da Boli giunge a Groppallo.
Il villaggio, posto ai piedi dell'omonimo groppo di roccia ofiolitica, abbraccia anche le piccole località di "La Cà" e di "Mulino di Costabiancona".

## Storia
L'intera zona del groppallino fu sede di colonie romane, in particolare tra Costabiancona e il vicino villaggio di Videzzate furono rinvenute ben 108 monete romane distribuite cronologicamente in un solo decennio, tra il 260 ed il 270 d.C., a cavallo dei regni degli imperatori Gallieno e Quintillo.
Dagli Estimi Farnesiani, risulta che nel XVI secolo Costabiancona era abitato da 12 famiglie circa, mentre nel 1647, dopo l'epidemia della peste manzoniana, il numero di famiglie abitanti nella zona si era ridotto a 4.
Con l'istituzione dei comuni, divenne, insieme a tutta la zona groppallina, parte del comune di Borgo San Bernardino, comune che, aggregato con quello di San Giovanni, avrebbe successivamente dato origine a Bettola. Nel 1867, con il regio decreto 4066, pubblicato in gazzetta ufficiale il 17 novembre, su impulso di alcune famiglie, in particolare, di Giuseppe Zanellotti di Cogno S. Savino, che sarebbe in seguito ne sarebbe diventato il primo sindaco, e di don Luigi Galli, arciprete di Groppallo, venne costituito il nuovo comune di Farini d'Olmo di cui tutta la zona di Groppallo entra a far parte.

## Monumenti e luoghi d'interesse
- Oratorio di Maria bambina: uno dei dodici antichi oratori appartenenti alla parrocchia di Groppallo ancora esistenti. Il sacello fu eretto nel 1729 dalla famiglia Cavanna, residente nel borgo, e fu intitolato a santa Maria Bambina[5].
- Mulino: antico mulino, dismesso ma ancora funzionante, posto nel versante meridionale del borgo, nella località "Mulino di Costabiancona"[6].

## Infrastrutture e trasporti
Costabiancona, distante circa 9 km dal capoluogo comunale, è raggiungibile tramite una strada comunale che si dirama dalla strada provinciale 8 nei pressi di Boli e che prosegue, poi, fino a Groppallo.